# Brissac
Brissac település Franciaországban, Hérault megyében. Lakosainak száma 592 fő (2022. január 1.). Brissac Agonès, Causse-de-la-Selle, Cazilhac, Ferrières-les-Verreries, Gorniès, Notre-Dame-de-Londres, Saint-André-de-Buèges, Saint-Bauzille-de-Putois és Saint-Martin-de-Londres községekkel határos.

## Népesség
A település népességének változása:
| Lakosok száma | 370  | 285  | 365  | 596  | 620  | 620  | 613  | 605  | 601  | 592  |
|               | 1968 | 1982 | 1990 | 2006 | 2013 | 2015 | 2017 | 2019 | 2020 | 2022 |